# Mikak

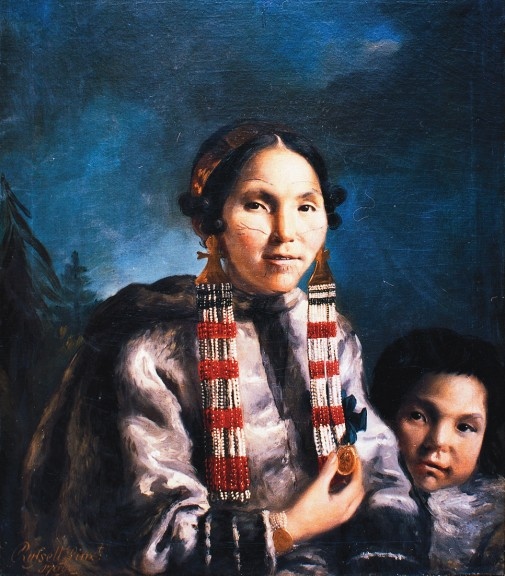
Mikak och sonen Tukauk av John Russell 1769.

Mikak, även kallad Micoc eller Mykok, född omkring 1740, död 1 oktober 1795 i Nain i Labrador, var en inuitisk hövdingadotter, känd för sitt uppmärksammade besök i London 1768–1769 och för sitt gynnande av herrnhutarnas mission bland inuiterna i Labrador från 1769.

## Biografi
Mikak var dotter till den inuitiske hövdingen Nerkingoak och gift tre gånger; 1762 med en hövdingason, 1770 med Tuglavina, och 1783 med Serkoak och blev mor till åtminstone en son och en dotter.
Mikak fick år 1765 för första gången kontakt med missionärer, Jens Haven and Christian Larsen Drachart. Två år senare blev hon, under en räd inuiterna företog mot en brittisk station, tillfångatagen av britterna tillsammans med ett antal kvinnor och barn, medan de manliga inuiterna dödades.
Den brittiske guvernören i Newfoundland sände år 1768 henne och två av inuitbarnen till London, där de visades upp offentligt. Mikak gjorde succé i London, där hon mottogs vid det kungliga hovet och erhöll en brosch, en klänning i guldtyg av Augusta av Sachsen-Gotha och avmålades av John Russell. Hon använde uppmärksamheten för att gynna herrnhutarnas mission i Kanada, dit hon återvände 1769.
Mikak blev därefter en inflytelserik lokal makthavare bland inuiterna i Labrador, och använde sitt inflytande för att gynna just herrnhutarna, som hon föredrog framför alla andra missionärer.